# Steenwijk vasútállomás
Steenwijk vasútállomás vasútállomás Hollandiában, Steenwijkerland községben, Steenwijk településen.

## Vasútvonalak
Az állomást az alábbi vasútvonalak érintik:
- Arnhem–Leeuwarden-vasútvonal

## Kapcsolódó állomások
A vasútállomáshoz az alábbi állomások vannak a legközelebb:
- Wolvega vasútállomás
- Meppel vasútállomás